# Renato Carosone
Renato Carosone (3. ledna 1920 – 20. května 2001) byl italský zpěvák a klavírista. Narodil se jako nejstarší ze tří sourozenců v Neapoli a studoval hru na klavír na místní konzervatoři. Zanedlouho odjel na turné do Afriky a následně se usadil a hrál ve městě Addis Abeba. Do rodné Itálie se vrátil až po válce, v roce 1946. V roce 1960 odešel z hudebního průmyslu. Vrátil se o patnáct let později. Zemřel v Římě ve věku 81 let. Sampl jeho písně „Tu vuò fà l'americano“ byl použit v hitové písni „We No Speak Americano“.